# Chromis crusma
Chromis crusma là một loài cá biển thuộc chi Chromis trong họ Cá thia. Loài này được mô tả lần đầu tiên vào năm 1833.

## Từ nguyên
Từ định danh crusma không được giải thích ý nghĩa, có lẽ được Latinh hóa từ κροῦσμα (kroûsma) trong tiếng Hy Lạp cổ đại mang nghĩa là "trống prôvăng" (hàm ý không rõ ràng).

## Phạm vi phân bố và môi trường sống
C. crusma được tìm thấy từ Ecuador trải dài về phía nam đến Chile, được thu thập ở độ sâu khoảng 5–35 m.

## Mô tả
C. crusma có chiều dài cơ thể lớn nhất được ghi nhận là 19 cm. Loài này là màu nâu xám. Các vây có màu xám nhạt. Vây đuôi xẻ thùy.
Số gai ở vây lưng: 13–14; Số tia vây ở vây lưng: 11–13; Số gai ở vây hậu môn: 2; Số tia vây ở vây hậu môn: 11–13; Số tia vây ở vây ngực: 19–21; Số gai ở vây bụng: 1; Số tia vây ở vây bụng: 5; Số vảy đường bên: 19–22.

## Sinh thái học
Thức ăn của C. crusma là động vật phù du. Cá đực có tập tính bảo vệ và chăm sóc trứng; trứng có độ dính và bám vào nền tổ.